# Larissa Pereira da Cruz
Larissa Pereira da Cruz, zumeist nur Larissa genannt, (* 1. November 1987 in Rio de Janeiro) ist eine brasilianische Fußballspielerin. 

## Karriere
Larissa spielte 2008 für den Campo Grande AC, für den sie 21 Tore zum Gewinn des Meistertitels im Staat Rio de Janeiro beigesteuert hat. 2010 gehörte sie dem Team des Duque de Caxias FC an, für den sie sieben Mal in der Staatsmeisterschaft getroffen hat. Ab 2011 hat sie dem Frauenteam des CR Vasco da Gama angehört, ist aber in den Saisons 2011 und 2012 nicht für die A-Mannschaft zur Staatsmeisterschaft berücksichtigt wurden. Auch wurde sie 2011 für die brasilianische Fußballauswahl für die Panamerikanischen Spiele in Guadalajara in Betracht gezogen, aber letztendlich nicht nominiert. In der ersten Jahreshälfte 2013 ist Larissa wieder für den Duque de Caxias FC zur Copa do Brasil angetreten und hat dabei fünf Tore erzielt. Zur darauffolgenden Staatsmeisterschaft ist sie aber wieder zu Vasco zurückgekehrt, wo sie fortan regelmäßig eingesetzt wurde. Mit sieben Toren in acht Spielen gewann sie sogleich ihren zweiten Staatsmeistertitel. In der folgenden ersten nationalen Meisterschaft der Frauen markierte sie ein Tor in vier Spielen. In der Copa do Brasil 2014 hat sie gleichfalls ein Tor erzielt.
Darauf ist sie zum Botafogo FR gewechselt, mit dem sie 2014 erneut die Staatsmeisterschaft gewann und dafür in sieben Spielen fünf Tore beisteuerte. In der nationalen Meisterschaft 2014 erzielte sie neun Tore in zwölf Spielen und in der Copa do Brasil 2015 vier Tore. Zur Jahresmitte 2015 ist Larissa zum CR Flamengo gewechselt, traf für diesen vier Mal in sechs Spielen der Staatsmeisterschaft und sicherte sich zum dritten Mal in Folge mit dem dritten Verein den Meistertitel. In der nationalen Meisterschaft 2015 ist sie aber bei nur einem Einsatz torlos geblieben.
Mit acht Toren in zehn Spielen ist Larissa in der nationalen Meisterschaft 2016 zur Toptorjägerin von Flamengo und damit zu einer der Garantinnen des Titelgewinns avanciert. Im zweiten Finalspiel in São José do Rio Preto gegen den Rio Preto EC hatte sie dabei in der sechsten Spielminute das Tor zur zwischenzeitlichen 1:0-Führung erzielt und damit den 1:0-Hinspielsieg von Rio Preto negiert. Zugleich hatte sie damit das 1000. Tor der Meisterschaftsgeschichte markiert. Am Ende konnte Flamengo nach dem 2:1-Endstand dank der Auswärtstorregelung das Finale für sich entscheiden.
Ihr Einsatz für die AE Kindermann gegen Napoli des elften Spieltages der Saison 2021 am 30. Mai 2021 markierte ihren 100. Einsatz in einem brasilianischen Erstligaspiel.

## Erfolge
Verein:
- Brasilianische Meisterin: 2016
- Staatsmeisterin von Rio de Janeiro: 2008, 2013, 2014, 2015, 2016, 2017, 2018
- Staatspokal von São Paulo: 2020, 2023

## Auszeichnungen
- Torschützenkönigin der Staatsmeisterschaft von Rio de Janeiro: 2008 (21 Tore), 2018 (8 Tore)
- Prêmio Craque do Brasileirão Wahl der Fans: 2019[13]